# Osttimoresisch-san-marinesische Beziehungen
Die osttimoresisch-san-marinesischen Beziehungen beschreiben das zwischenstaatliche Verhältnis von Osttimor und San Marino.

## Geschichte
Zwischen Osttimor und San Marino wurden am 9. November 2004 diplomatische Beziehungen aufgenommen.

## Diplomatie
Die beiden Staaten verfügen über keine diplomatische Vertretungen im jeweils anderen Land.
Die nächstgelegene Botschaft Osttimors zu San Marino ist die Botschaft zum Heiligen Stuhl in Rom. San Marinos nächstgelegene Botschaft zu Osttimor befindet sich im indonesischen Jakarta.

## Wirtschaft
Für 2018 gibt das Statistische Amt Osttimors keine Handelsbeziehungen zwischen Osttimor und San Marino an.

## Einreisebestimmungen
Für Osttimoresen gilt in San Marino Visafreiheit.